# Onze-Lieve-Vrouw-van-Banneuxkapel (Brommelen)

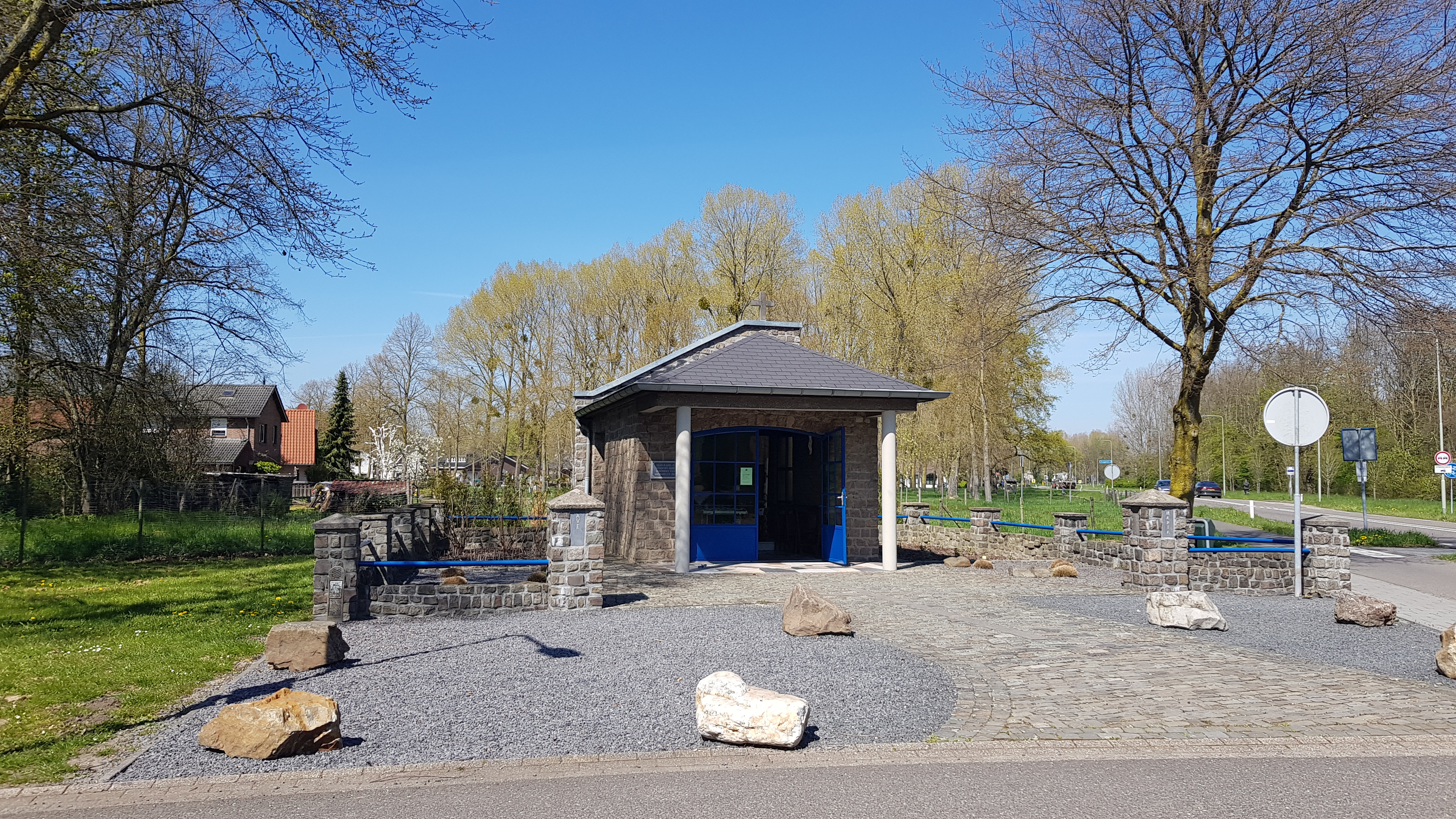
De kapel

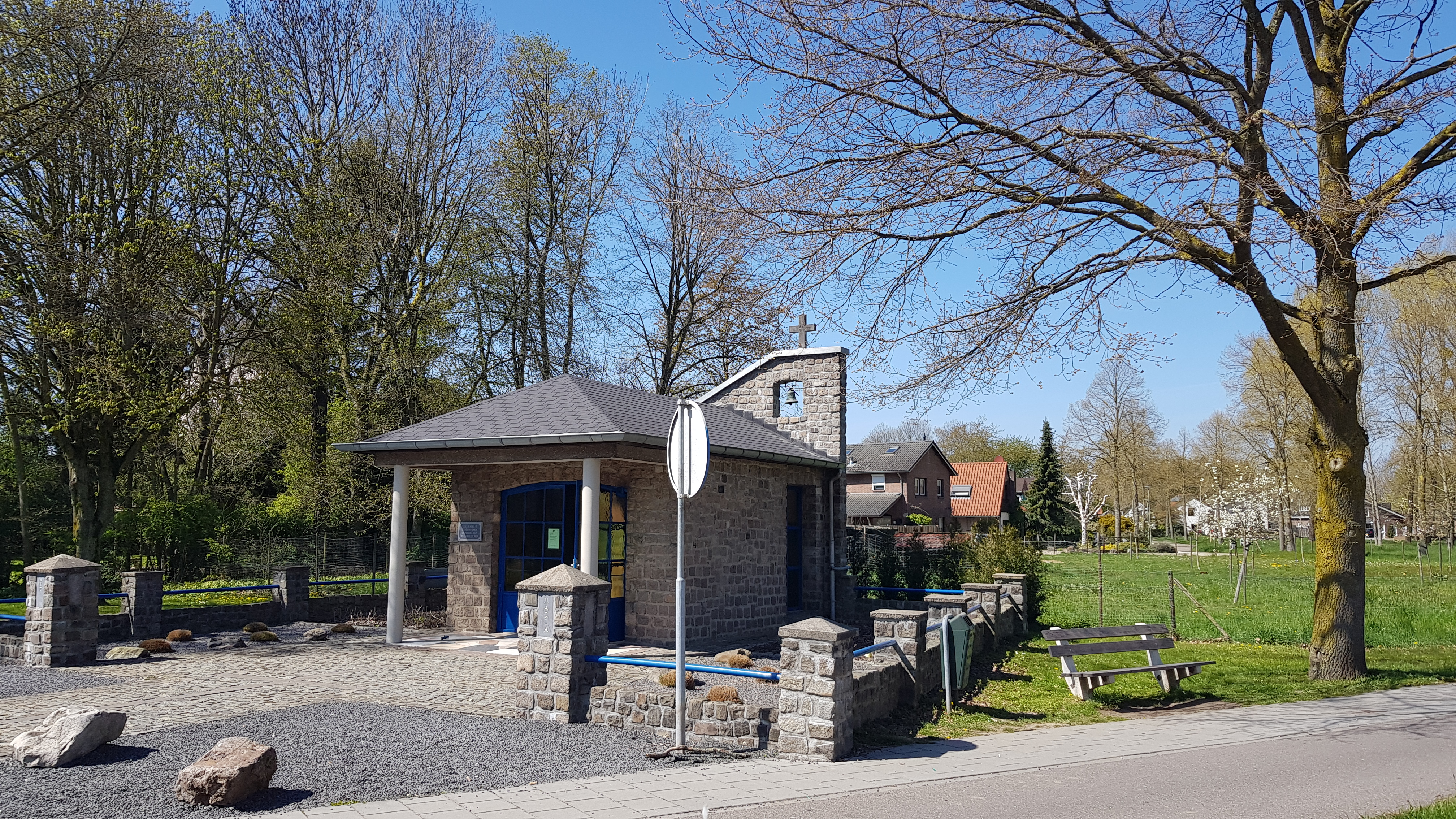
De kapel

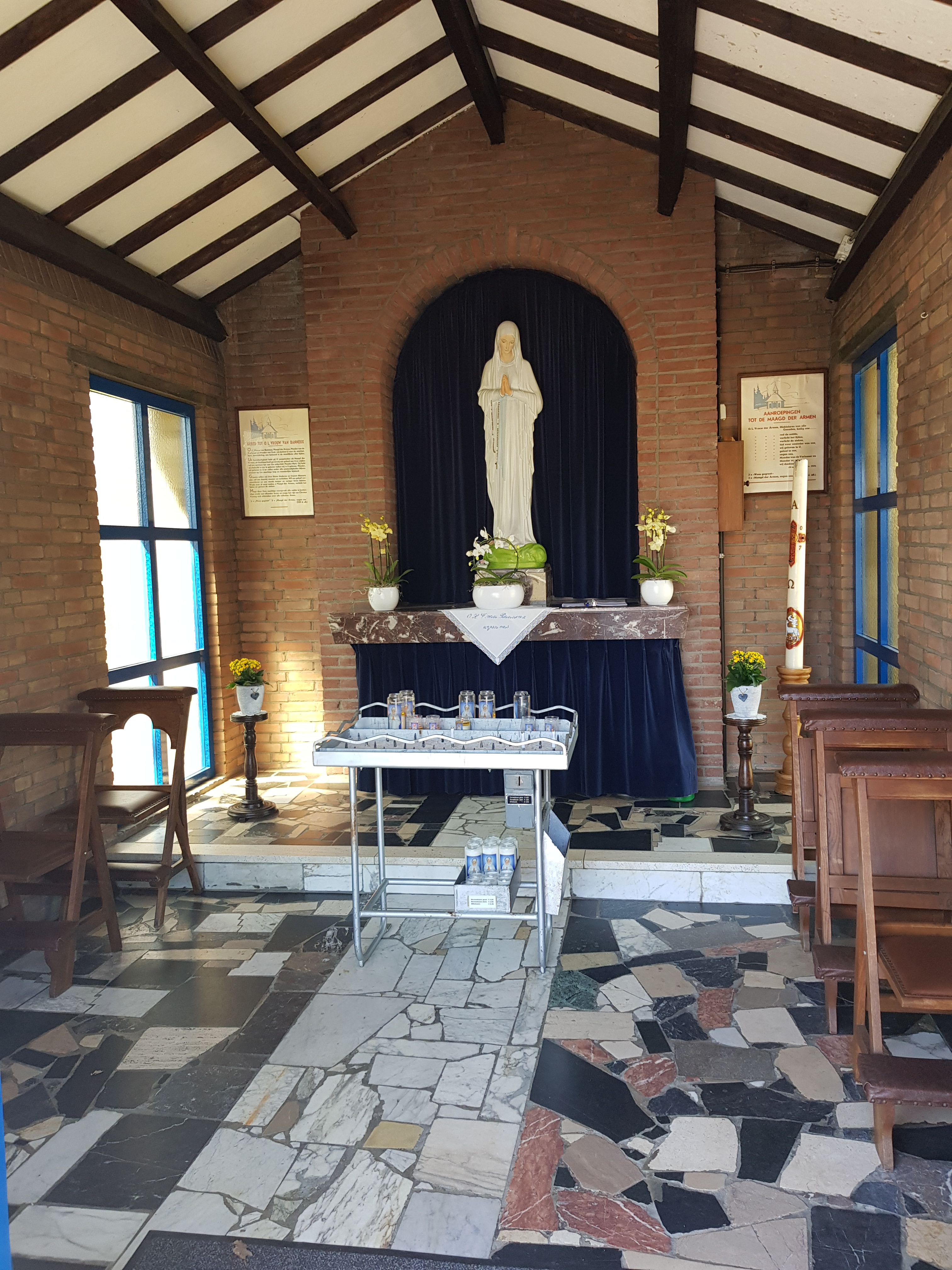
Interieur

De Onze-Lieve-Vrouw-van-Banneuxkapel is een kapel in Brommelen in de Nederlands Zuid-Limburgse gemeente Meerssen. De kapel staat aan de oostrand van de plaats aan de doorgaande weg tussen Geulle aan de Maas en Bunde.
De kapel is gewijd aan Maria, specifiek aan Onze-Lieve-Vrouw van Banneux.

## Geschiedenis
In 1959 gingen vele inwoners van de plaats op bedevaart naar het Mariabedevaartsoord Banneux in België, waarbij men onderweg het plan opvatte om een kapel in de eigen woonplaats te bouwen. In 1959 werd dit plan verwezenlijkt en bouwden de buurtbewoners de kapel. Op 11 oktober 1959 zegende men de kapel in.

## Bouwwerk
Rond de kapel is een natuurstenen hek geplaatst die het terrein van de kapel afbakent van de omgeving. De in natuursteen opgetrokken kapel is gebouwd op een rechthoekig plattegrond en wordt gedekt door een schilddak met leien. De achtergevel steekt boven het dak uit en is rechtsachter hoger. Hier heeft men ruimte uitgespaard in de buur en een klokje opgehangen en op de top van de gevel is een stenen kruis geplaatst. In de zijgevels is een rechthoekig venster aangebracht. Aan de voorzijde loopt het dak ver door naar voren en rust het op twee pilaren. In de frontgevel bevindt zich de segmentboogvormige toegang die wordt afgesloten met een ijzeren deur waarin gekleurd glas is aangebracht. Links naast de toegang is een gedenksteen geplaatst met de tekst:

DEZE KAPEL IS
GEBOUWD DOOR
INWONERS VAN
BROMMELEN 1959

Van binnen is de kapel bekleed met bakstenen metselwerk, waarbij de houten dakconstructie te zien is. Tegen de achterwand is het altaar geplaatst met daarboven een rondboognis. Op het altaar staat een Mariabeeldje dat een biddende Maria toont met haar handen samengevouwen.